# 权力的游戏角色列表
《權力的遊戲》（英語：Game of Thrones）是一部中世紀史詩奇幻题材的美國電視連續劇，该劇以美國作家喬治·R·R·馬丁的奇幻文學《冰與火之歌》系列作為基础改编創作，由大衛·貝尼奥夫和D·B·魏斯（D. B. Weiss）编剧執筆，再由HBO有线电视联播网推出。此頁面為電視劇中出現的角色列表，大部分主要角色全部來自於小說，包括一些僅在電視劇中出現的原創角色。

## 人物總覽

### 主要演員
| 演員                   | 人物                     | 登場季數        | 登場季數        | 登場季數        | 登場季數        | 登場季數        | 登場季數        | 登場季數        | 登場季數        |
| 演員                   | 人物                     | 1               | 2               | 3               | 4               | 5               | 6               | 7               | 8               |
| ---------------------- | ------------------------ | --------------- | --------------- | --------------- | --------------- | --------------- | --------------- | --------------- | --------------- |
| 彼特·丁拉基            | 提利昂·蘭尼斯特 小惡魔   | 主演            | 主演            | 主演            | 主演            | 主演            | 主演            | 主演            | 主演            |
| 尼可拉·科斯特-瓦爾道   | 詹姆·蘭尼斯特 弑君者     | 主演            | 主演            | 主演            | 主演            | 主演            | 主演            | 主演            | 主演            |
| 琳娜·海蒂              | 瑟曦·蘭尼斯特            | 主演            | 主演            | 主演            | 主演            | 主演            | 主演            | 主演            | 主演            |
| 艾蜜莉亞·克拉克        | 丹妮莉絲·坦格利安 龍之母 | 主演            | 主演            | 主演            | 主演            | 主演            | 主演            | 主演            | 主演            |
| 基特·哈靈頓            | 瓊恩·雪諾 白狼主         | 主演            | 主演            | 主演            | 主演            | 主演            | 主演            | 主演            | 主演            |
| 蘇菲·特納              | 珊莎·史塔克              | 主演            | 主演            | 主演            | 主演            | 主演            | 主演            | 主演            | 主演            |
| 梅西·威廉斯            | 艾莉亞·史塔克            | 主演            | 主演            | 主演            | 主演            | 主演            | 主演            | 主演            | 主演            |
| 阿爾菲·阿倫            | 席恩·葛雷喬伊            | 主演            | 主演            | 主演            | 主演            | 主演            | 主演            | 主演            | 主演            |
| 伊薩克·亨普斯特德-懷特 | 布蘭·史塔克              | 主演            | 主演            | 主演            | 主演            | Does not appear | 主演            | 主演            | 主演            |
| 埃丹·吉倫              | 培提爾·貝里席 小指頭     | 主演            | 主演            | 主演            | 主演            | 主演            | 主演            | 主演            | Does not appear |
| 伊恩·格雷              | 喬拉·莫爾蒙 安達人       | 主演            | 主演            | 主演            | 主演            | 主演            | 主演            | 主演            | 主演            |
| 羅瑞·麥肯              | 桑鐸·克里岡 獵犬         | 主演            | 主演            | 主演            | 主演            | Does not appear | 主演            | 主演            | 主演            |
| 傑克·格利森            | 喬佛里·拜拉席恩          | 主演            | 主演            | 主演            | 主演            | Does not appear | Does not appear | Does not appear | Does not appear |
| 肖恩·賓                | 艾德·史塔克              | 主演            | Does not appear | Does not appear | Does not appear | Does not appear | 常設            | 常設            | Does not appear |
| 蜜雪兒·費爾利          | 凱特琳·史塔克            | 主演            | 主演            | 主演            | Does not appear | Does not appear | Does not appear | Does not appear | Does not appear |
| 理查德·麥登            | 羅柏·史塔克 少狼主       | 主演            | 主演            | 主演            | Does not appear | Does not appear | Does not appear | Does not appear | Does not appear |
| 馬克·埃迪              | 勞勃·拜拉席恩            | 主演            | Does not appear | Does not appear | Does not appear | Does not appear | Does not appear | Does not appear | Does not appear |
| 哈利·羅伊德            | 韋賽里斯·坦格利安        | 主演            | Does not appear | Does not appear | Does not appear | Does not appear | Does not appear | Does not appear | Does not appear |
| 康倫·希爾              | 瓦里斯 八爪蜘蛛          | 常設            | 主演            | 主演            | 主演            | 主演            | 主演            | 主演            | 主演            |
| 約翰·布拉德利          | 山姆威爾·塔利            | 常設            | 主演            | 主演            | 主演            | 主演            | 主演            | 主演            | 主演            |
| 傑洛姆·佛林            | 波隆                     | 常設            | 主演            | 主演            | 主演            | 主演            | 主演            | 主演            | 主演            |
| 查爾斯·丹斯            | 泰溫·蘭尼斯特            | 常設            | 主演            | 主演            | 主演            | 主演            | Does not appear | Does not appear | Does not appear |
| 茜比·柯奇莉            | 雪伊                     | 常設            | 主演            | 主演            | 主演            | Does not appear | Does not appear | Does not appear | Does not appear |
| 詹姆斯·克斯摩          | 傑奧·莫爾蒙 老熊         | 常設            | 主演            | 主演            | Does not appear | Does not appear | Does not appear | Does not appear | Does not appear |
| 喬·丹普希              | 詹德利·拜拉席恩          | 常設            | 常設            | 主演            | Does not appear | Does not appear | Does not appear | 主演            | 主演            |
| 迪恩-查爾斯·查普曼     | 托曼·拜拉席恩            | 常設            | 常設            | Does not appear | 常設            | 主演            | 主演            | Does not appear | Does not appear |
| 湯姆·拉斯齊哈          | 賈昆·赫德加              | 常設            | 常設            | Does not appear | Does not appear | 主演            | 主演            | Does not appear | Does not appear |
| 傑森·摩莫亞            | 卡奧·卓戈                | 主演            | 特別客串        | Does not appear | Does not appear | Does not appear | Does not appear | Does not appear | Does not appear |
| 娜塔莉·多莫            | 瑪格麗·提利爾            | Does not appear | 主演            | 主演            | 主演            | 主演            | 主演            | Does not appear | Does not appear |
| 史蒂芬·迪蘭            | 史坦尼斯·拜拉席恩        | Does not appear | 主演            | 主演            | 主演            | 主演            | Does not appear | Does not appear | Does not appear |
| 卡莉斯·范·豪滕         | 梅麗珊卓 紅袍女巫        | Does not appear | 主演            | 主演            | 主演            | 主演            | 主演            | 主演            | 主演            |
| 利亞姆·坎寧安          | 戴佛斯·席握斯 洋蔥騎士   | Does not appear | 主演            | 主演            | 主演            | 主演            | 主演            | 主演            | 主演            |
| 蘿絲·萊斯莉            | 耶哥蕊特                 | Does not appear | 常設            | 主演            | 主演            | Does not appear | Does not appear | Does not appear | Does not appear |
| 奧歐娜·查普林          | 泰麗莎·梅吉爾-史塔克     | Does not appear | 常設            | 主演            | Does not appear | Does not appear | Does not appear | Does not appear | Does not appear |
| 關朵琳·克莉絲蒂        | 塔斯的布蕾妮             | Does not appear | 常設            | 常設            | 主演            | 主演            | 主演            | 主演            | 主演            |
| 汉娜·穆雷              | 吉莉                     | Does not appear | 常設            | 常設            | 主演            | 主演            | 主演            | 主演            | 主演            |
| 麥可·麥恩哈頓          | 盧斯·波頓                | Does not appear | 常設            | 常設            | 常設            | 主演            | 主演            | Does not appear | Does not appear |
| 伊萬·瑞恩              | 拉姆西·波頓              | Does not appear | Does not appear | 常設            | 主演            | 主演            | 主演            | Does not appear | Does not appear |
| 克里斯多佛·希夫哲      | 托蒙德 巨人剋星          | Does not appear | Does not appear | 常設            | 主演            | 主演            | 主演            | 主演            | 主演            |
| 麥可·哈休斯曼          | 達里奧·納哈里斯          | Does not appear | Does not appear | 常設            | 常設            | 主演            | 主演            | Does not appear | Does not appear |
| 娜塔莉·伊曼纽爾        | 彌桑黛                   | Does not appear | Does not appear | 常設            | 常設            | 主演            | 主演            | 主演            | 主演            |
| 英迪拉·瓦爾瑪          | 艾拉莉亞·沙德            | Does not appear | Does not appear | Does not appear | 常設            | 主演            | 主演            | 主演            | Does not appear |
| 強納森·普萊斯          | 大麻雀                   | Does not appear | Does not appear | Does not appear | Does not appear | 常設            | 主演            | Does not appear | Does not appear |
| 雅各布·安德森          | 灰蟲子                   | Does not appear | Does not appear | 常設            | 常設            | 常設            | 常設            | 常設            | 主演            |

### 常設演員
| 演員                   | 人物                   | 登場季數        | 登場季數        | 登場季數        | 登場季數        | 登場季數        | 登場季數        | 登場季數        |
| 演員                   | 人物                   | 1               | 2               | 3               | 4               | 5               | 6               | 7               |
| ---------------------- | ---------------------- | --------------- | --------------- | --------------- | --------------- | --------------- | --------------- | --------------- |
| 約瑟夫·馬利            | 班楊·史塔克            | 常設            | Does not appear | Does not appear | Does not appear | Does not appear | 常設            | 客串            |
| 朱利安·格列佛          | 派西爾大學士           | 常設            | 常設            | 常設            | 常設            | 常設            | 常設            | Does not appear |
| 格辛·安東尼            | 藍禮·拜拉席恩          | 常設            | 常設            | Does not appear | Does not appear | Does not appear | Does not appear | Does not appear |
| 芬·瓊斯                | 洛拉斯·提利爾 百花騎士 | 客串            | 常設            | 常設            | 常設            | 常設            | 常設            | Does not appear |
| 克里斯帝安·奈倫        | 霍多                   | 常設            | 常設            | 常設            | 常設            | Does not appear | 常設            | Does not appear |
| 凱特·迪基              | 萊莎·艾林              | 常設            | Does not appear | Does not appear | 常設            | Does not appear | Does not appear | Does not appear |
| 萊諾·法奇歐利          | 羅賓·艾林              | 常設            | Does not appear | Does not appear | 常設            | 常設            | 常設            | Does not appear |
| 哈弗波·尤利尔斯·比昂森 | 格雷果·克里岡 魔山     | 常設            | 常設            | Does not appear | 常設            | 常設            | 常設            | 常設            |
| 伊恩·比提              | 馬林·特蘭              | 常設            | 常設            | 常設            | 常設            | 常設            | Does not appear | Does not appear |
| 歐文·提利              | 艾里沙·索恩            | 常設            | Does not appear | Does not appear | 常設            | 常設            | 常設            | Does not appear |
| 布萊恩·佛成            | 奧賽爾·亞威克          | 常設            | Does not appear | Does not appear | 常設            | 常設            | 常設            | Does not appear |
| 伊恩·蓋爾德            | 凱文·蘭尼斯特          | 常設            | 客串            | Does not appear | Does not appear | 常設            | 常設            | Does not appear |
| 尤金·西蒙              | 藍賽爾·蘭尼斯特        | 常設            | 常設            | Does not appear | Does not appear | 常設            | 常設            | Does not appear |
| 妮爾·塔格·佛利         | 彌賽菈·拜拉席恩        | 常設            | 常設            | Does not appear | Does not appear | 常設            | 客串            | Does not appear |
| 亞特·帕金森            | 瑞肯·史塔克            | 常設            | 常設            | 常設            | Does not appear | Does not appear | 常設            | Does not appear |
| 娜塔莉·提娜            | 歐莎                   | 常設            | 常設            | 常設            | Does not appear | Does not appear | 常設            | Does not appear |
| 多米尼克·卡特          | 傑諾斯·斯林特          | 常設            | 常設            | Does not appear | 常設            | 常設            | Does not appear | Does not appear |
| 伊恩·麦克尔希尼        | 巴利斯坦·賽爾彌        | 常設            | Does not appear | 常設            | 常設            | 常設            | Does not appear | Does not appear |
| 彼得·沃恩              | 伊蒙學士               | 常設            | Does not appear | 客串            | 常設            | 常設            | Does not appear | Does not appear |
| 馬克·史坦利            | 葛倫                   | 常設            | 常設            | 常設            | 常設            | Does not appear | Does not appear | Does not appear |
| 尤瑟夫·阿爾庭          | 派普                   | 常設            | 常設            | 常設            | 常設            | Does not appear | Does not appear | Does not appear |
| 路克·巴恩斯            | 雷斯特                 | 常設            | Does not appear | 常設            | 常設            | Does not appear | Does not appear | Does not appear |
| 班·霍克利              | 熱派                   | 客串            | 常設            | 常設            | 常設            | Does not appear | Does not appear | 客串            |
| 榮恩·多納齊利          | 羅德瑞克·卡塞爾        | 常設            | 常設            | Does not appear | Does not appear | Does not appear | 常設            | Does not appear |
| 唐納德·桑普頓          | 魯溫學士               | 常設            | 常設            | Does not appear | Does not appear | Does not appear | Does not appear | Does not appear |
| 蘿克珊·麥琪            | 多莉亞                 | 常設            | 常設            | Does not appear | Does not appear | Does not appear | Does not appear | Does not appear |
| 大衛·布拉德利          | 瓦德·佛雷              | 常設            | Does not appear | 常設            | Does not appear | Does not appear | 常設            | 客串            |
| 班·克洛普頓            | 艾迪森·托利特 憂鬱艾迪 | Does not appear | 常設            | 常設            | 常設            | 常設            | 常設            | 客串            |
| 丹尼爾·波特曼          | 波德瑞克·佩恩          | Does not appear | 常設            | 常設            | 常設            | 常設            | 常設            | 常設            |
| 派翠克·馬拉海德        | 巴隆·葛雷喬伊          | Does not appear | 常設            | 常設            | Does not appear | Does not appear | 常設            | Does not appear |
| 潔瑪·威蘭              | 雅拉·葛雷喬伊          | Does not appear | 常設            | 客串            | 客串            | Does not appear | 常設            | 常設            |
| 羅伯特·普恩            | 卡斯特                 | Does not appear | 常設            | 常設            | Does not appear | Does not appear | Does not appear | Does not appear |
| 希朗·漢德              | 曼斯·雷德 境外之王     | Does not appear | Does not appear | 常設            | 常設            | 常設            | Does not appear | Does not appear |
| 塔拉·費茲傑羅          | 席麗思·拜拉席恩        | Does not appear | 客串            | 常設            | 常設            | 常設            | Does not appear | Does not appear |
| 凯莉·英格拉姆          | 希琳·拜拉席恩          | Does not appear | Does not appear | 常設            | 常設            | 常設            | Does not appear | Does not appear |
| 戴安娜·瑞格            | 奧蓮娜·提利爾 荊棘女王 | Does not appear | Does not appear | 常設            | 常設            | 常設            | 常設            | 常設            |
| 安東·勒瑟              | 科本                   | Does not appear | Does not appear | 常設            | 常設            | 常設            | 常設            | 常設            |
| 諾亞·泰勒              | 洛克                   | Does not appear | Does not appear | 常設            | 常設            | Does not appear | Does not appear | Does not appear |
| 克里夫·羅素            | 布雷頓·徒利 黑魚       | Does not appear | Does not appear | 常設            | Does not appear | Does not appear | 常設            | Does not appear |
| 托比亞·曼齊司          | 艾德慕·徒利            | Does not appear | Does not appear | 常設            | Does not appear | Does not appear | 常設            | Does not appear |
| 艾莉·肯瑞克            | 梅拉·黎德              | Does not appear | Does not appear | 常設            | 常設            | Does not appear | 常設            | 常設            |
| 湯瑪士·桑格斯特        | 玖健·黎德              | Does not appear | Does not appear | 常設            | 常設            | Does not appear | Does not appear | Does not appear |
| 佩德羅·帕斯卡          | 奧伯倫·馬泰爾 紅毒蛇   | Does not appear | Does not appear | Does not appear | 常設            | Does not appear | Does not appear | Does not appear |
| 羅傑·埃什頓-格利芬     | 梅斯·提利爾            | Does not appear | Does not appear | Does not appear | 常設            | 常設            | 常設            | Does not appear |
| 夏洛特·荷普            | 米蘭達                 | Does not appear | Does not appear | 常設            | 常設            | 常設            | 客串            | Does not appear |
| 布雷諾克·奧康納        | 歐利                   | Does not appear | Does not appear | Does not appear | 常設            | 常設            | 常設            | Does not appear |
| 佛蕾·馬賽              | 流浪者                 | Does not appear | Does not appear | Does not appear | Does not appear | 常設            | 常設            | Does not appear |
| 漢娜·衛丁漢            | 烏妮拉修女             | Does not appear | Does not appear | Does not appear | Does not appear | 常設            | 常設            | Does not appear |
| 姬莎·卡索-休斯         | 奧巴拉·桑德            | Does not appear | Does not appear | Does not appear | Does not appear | 常設            | 常設            | 常設            |
| 潔西卡·亨維克          | 娜姆莉亞·桑德          | Does not appear | Does not appear | Does not appear | Does not appear | 常設            | 常設            | 常設            |
| 羅莎貝爾·勞倫提·塞勒斯 | 泰茵·桑德              | Does not appear | Does not appear | Does not appear | Does not appear | 常設            | 常設            | 常設            |
| 皮魯·艾斯貝克          | 攸倫·葛雷喬伊          | Does not appear | Does not appear | Does not appear | Does not appear | Does not appear | 常設            | 常設            |

## 主要角色
- 丹妮莉絲·坦格利安（Daenerys Targaryen；艾米莉亞·克拉克飾，第1-8季）

一位被放逐至狹海彼岸的坦格利安家族公主，也身為坦格利安家族的最後血脈，家族王朝被推翻後在一場海上風暴時誕生，因此得到「風暴降生」之稱號。與哥哥韋賽里斯被流放至狹海彼岸後，從小就被教導要奪回家族名號，並在長大後被哥哥強迫嫁給多斯拉基軍閥卡奧·卓戈，而擁有多斯拉基「卡丽熙」的頭銜，以得到他手底下的千軍萬馬。但卓戈不久後去世，她也被迫將他火葬，並在走入火中時用自己與生俱來的龍族血統而在火焰中毫髮無損，此景象不但為在場所有人五體投地，並誕生自己的三條小火龍。她隨後帶領跟隨自己的族人們跨越荒漠，從魁斯城中得到少許黃金，買下一艘船駛進奴隸灣。在那裡，她由於被那邊的殘酷奴隸制度震驚，於是買下人數為八千的無垢者軍團，相繼推翻阿斯托波城、淵凱城、乃至彌林城的奴隸主們。但不久後，她的統治遭到反抗與質疑，在一個競技場中還遭到鷹身女妖之子的攻擊，但在火龍卓耿的相救下逃跑。獨身在野外的她被多斯拉基戰士們抓回去獻給多斯卡林：卡奧寡婦聚集處，但她很快便重新振作起來，放火焚燒死所有貪心軍閥後，再度以毫髮無損地走出烈焰之景象而讓為數十萬的多斯拉基戰士們下跪。率領她的十萬大軍奪下奴隸灣後終結當地的奴隸制，受提利昂的輔助而跨海準備奪下君臨，而她隨著認識為挖掘龍晶而蒞臨龍石島的瓊恩，使她間接知情比君臨更為“十萬火急”的異鬼戰爭，最後決定前往北境擔任重要指揮。打贏異鬼戰爭卻損失過大部分軍隊（包含火龍韋賽利昂）、身邊的親信接連遇害、連火龍雷加也被攸倫用巨蝎弩射殺。備受精神煎熬的她，內心開始越來越瘋狂、分不清是非。在君臨一戰中即使得知對方已投降，卻不顧一切地焚燒城市、濫殺無辜。戰爭平息後卻沒打算止步於此，發誓還將會佔據所有不聽命於她的任何地方。她的所謂“正義”最終帶來代價，在鐵王座前放鬆警惕而被無從選擇的戀人瓊恩一刀刺中心臟而死，她的遺體最終被火龍卓耿帶往東方，一生想要得到的鐵王座也被卓耿噴火融化。
- 瓊恩·雪諾（Jon Snow；基特·哈靈頓飾，第1-8季）

史塔克家族養育的“私生子”，是艾德·史塔克幫勞勃推翻坦格利安王朝後帶回來的孩子，而他實際上是艾德的妹妹萊安娜與雷加·坦格利安密婚後所生下的孩子，因此有著一半史塔克和一半坦格利安家族的血統。但他從小因為身世被艾德隱瞞，因此在家中備受多年的歧視與冷落，就連艾德有時候都對他冷眼旁觀，因此立誓在長大後和最器重他的叔叔班楊加入守夜人軍團。一開始認為軍團是自己唯一的可去之處，但後來到達後才發現跟預想的完全不一樣。跟著總司令騎馬至長城境外偵查時不慎被野人俘虜，最後只能被迫殺死自己人來進入野人團體中臥底，也在臥底期間對野人產生一點感情。回到黑城堡後得知自己家族的慘況，卻因為誓言束縛而無法前去幫助家人，只能留下來幫忙抵禦野人的進攻。在野人戰爭之後因為愛人之死而逐漸開始同情野人，甚至帶領自己人在異鬼進攻時將大部分野人從艱難屯中解救出來，此舉動最後只造成一群守夜人的密謀叛變，被他們捅了數刀後留在雪中等死。死後在紅袍女巫梅麗珊卓的光之王咒語之下復活，親自處死所有叛徒後，因為“死過一次”而不再被誓言束縛。他選擇卸下總司令的位置，開始幫助自己剛團圓的妹妹珊莎一同奪回臨冬城，盡全力擊敗波頓家族後得到剩餘北境忠誠家族的支持，成為新一任北境之王，並以已故長輩所犯的錯誤為戒而帶領子民參與對抗異鬼的戰爭。為了挖掘對付異鬼的龍晶而來到龍石島首次會見丹妮莉絲，將她一同帶入異鬼戰爭，同時跟她發展為戀人關係。但一切都在得知自己身世、異鬼戰爭打贏、以及丹妮莉絲以火龍“屠城”之下告終，即使仍然愛著她，但為了保護其他子民免受她傷害，只好忍痛將她親手刺殺。原本被囚禁起來等待弒君判決，最後隨著布蘭當王之後使他獲釋，作為對弒君的贖罪，他再度回到長城當守夜人。在身邊有著無數名愛戴他的自由民陪伴下，他與老友托蒙德將他們帶回長城境外安居。
- 提利昂·蘭尼斯特（Tyrion Lannister；彼特·丁拉基飾，第1-8季）

蘭尼斯特家族次子，從小身為侏儒，因此被眾人稱為「小惡魔」（The Imp）、「半人」（The Halfman），母親喬安娜因為生他难产而死，因此在家中遭受無情待遇，家中唯一和他关系好的便是哥哥詹姆。表面上半身不遂卻學識淵博，有著卓越的頭腦及口才，經常會找機會報復所有嘲笑過他的人。在勞勃國王北上傳喚艾德·史塔克時造訪過長城，後被凱特琳·史塔克視為殺害瓊恩·艾林、以及將兒子布蘭推下高塔的兇手，本來即將要被處決，但還是以比武審判而死裏逃生。不久後回到君臨成為國王代理首相，負責為喬佛里處理瑣事，還在黑水河戰役時有著非凡的戰術貢獻。之後卻被瑟曦視為毒殺喬佛里的兇手，被關押期間想盡辦法打算證明清白，但還是被父親泰溫判處死刑。在即將行刑之前被瓦里斯和哥哥詹姆偷偷放走，臨走前用十字弓射殺父親泰溫，諷刺他「自己永遠都是他的兒子」。被瓦里斯偷渡至狹海彼岸後開始酗酒、自暴自棄，直到被他說服去找丹妮莉絲來改變世界才慢慢走出陰影，首次遇見丹妮莉絲的時候，也是靠著高超口才來讓自己避免被處決，最後還協助她摧毀整座奴隸灣的體制，因此得到丹妮莉絲的獎賞而成為她的首相。此後幫助她出謀劃策時候，也會盡量避免傷害到他的家族，但他的計劃最終讓丹妮莉絲加入瓊恩·雪諾的北境戰局。異鬼戰爭結束後，被珊莎告知瓊恩的真正身世，同時觀察到丹妮莉絲的精神狀況日漸惡化，但仍然想給她一個機會。直到目睹丹妮莉絲焚燒君臨、殺死詹姆和瑟曦在內的大量平民，最終對丹妮莉絲失去信心而辭任，盡全力縱使瓊恩將她刺殺。等待叛王判決時被請到眾諸王面前商討維斯特洛接下來的對策，為眾人提議布蘭當上國王，罪行被布蘭赦免後，留在君臨擔任他的首相以將功補過。
- 珊莎·史塔克（Sansa Stark；蘇菲·特納飾，第1-8季）

史塔克家族長女，為艾德與凱特琳·史塔克的大女兒，有著十足的淑女氣質，還是縫製和繡針的天才。從小就是一個天真樸實的女孩，嚮往著王室富貴的生活，為此看上即將成為國王的喬佛里而自願和父親一同前往君臨生活。但後來目睹父親被砍頭後才徹底看清都城的險惡，發現自己的愚蠢卻為時已晚；後來被蘭尼斯特家族關在君臨作為人質多年，在此期間受盡喬佛里和瑟曦的恥辱、污蔑、及毆打，最後甚至還被迫嫁給提利昂。之後在喬佛里被毒殺的時刻被人潛逃出城，跟隨貝里席來到鷹巢城生活，但不久後還是被他送給了如今佔領北境的波頓家族當媳婦。又一次受盡恥辱後接受布蕾妮的幫助，和她一同來到黑城堡和瓊恩團圓，說服他一同招兵買馬來奪回臨冬城。最後因為被迫找貝里席求助而得到谷地騎士，協助瓊恩奪回了臨冬城，將仇人拉姆西喂狗後，順理成章地成為臨冬城女王。雖然國王位置被瓊恩擔任，但她還是在瓊恩外出遠征時負責掌管臨冬城的一切事務，在艾莉亞和布蘭迴歸不久，她成功打破貝里席打算故伎重演的如意算盘，和艾莉亞聯手戳破他的謊言和詭計後將他處決。在異鬼戰爭中倖存後得知瓊恩的身世，因對丹妮莉絲沒有好感，有意想讓瓊恩稱王，流出瓊恩身世的秘密而引發丹妮莉絲身邊的人密謀反叛。隨著丹妮莉絲的統治告終後，即使弟弟布蘭接管王位，但她仍然決定將北境保持獨立，從此不再跟其他六國有任何瓜葛，最後在全北境人的歡呼下加冕為「北境女王」。
- 艾莉亞·史塔克（Arya Stark；梅西·威廉斯飾，第1-8季）

史塔克家族的次女，珊莎的妹妹，從小活潑好動、喜歡惡作劇，沒有任何淑女氣質，卻熱愛學習武藝，她是家中待瓊恩最為友善的人。她跟隨父親和姐姐一同來到君臨，目睹父親被砍頭後被守夜人的招募員抓到，剪斷長髮裝成一名孤兒後本來打算送至長城，卻被蘭尼斯特軍隊截住而被送往赫倫堡當奴隸。之後運氣好而被泰溫·蘭尼斯特挑中，成為他的侍酒女，不久後認識始終幫助自己的賈昆·赫德加，在他的幫助下帶著兩個朋友熱派和詹德利逃出去，逃亡在森林中被無旗兄弟會找到，在朋友們都離她而去後決定獨自逃走，但還是被人生第一位仇人獵狗救走。本來要被獵狗送往雙子橋城和母親回合，但所幸在血色婚禮上晚去一步而目睹哥哥和母親慘遭屠殺。逃走後和獵狗相處一段時間，直到他和布蕾妮為爭奪她打鬥時而受傷，選擇將他留在原地等死。之後用賈昆賜予的銀幣而搭船前去布拉佛斯的黑白之屋，開始成為「無名之輩」的嚴格訓練，期間因私自殺害仇人馬林·特蘭而被奪去視覺作為懲處。被賈昆賜予第二次機會後恢復視覺，得到執行針對女演員克萊恩夫人的暗殺，但因同情心而無法下手，還擊敗殺死無情的「流浪者」。由此通過考驗而得到賈昆的讚賞，但她後來選擇回去家鄉用所學的知識來復仇，相繼殺死瓦德·佛雷和他的兩個兒子與其他士兵。決定解決殺父仇人之一的瑟曦前回到老家臨冬城參與對付異鬼的戰爭，結束本跟隨獵犬前往君臨解決各自的後患，但她近距離目睹丹妮莉絲駕馭火龍屠城，加上瑟曦的死而一起說服瓊恩必須動手。在瓊恩殺死丹妮莉絲以拯救七國後，她在君臨和獲釋的瓊恩等家人們告完別，從此搭船去探索維斯特洛以西的未知領域。
- 布蘭登·「布蘭」·史塔克（Brandon "Bran" Stark；伊薩克·亨普斯特德-懷特飾，第1-4、6-8季）

史塔克家族次子，為家族的第四個孩子，名從叔叔布蘭登。從小雖然體力不好卻熱愛冒險，但在勞勃國王前來臨冬城時無意撞見詹姆和瑟曦的亂倫性交，因此被詹姆推出塔樓、摔至地面導致下半身癱瘓。雖然失去雙腿，卻使他得到極其罕見的易形能力，能夠將大腦意識轉移至冰原狼夏日的體內來行動。在大哥羅柏南下參戰並成為北境之王後駐守臨冬城，但後來被迫將城堡讓給恩將仇報的席恩，暗中和弟弟瑞肯、霍多、以及收留的女野人歐莎脫逃後遇見前來援助的玖健和梅拉·黎德兄妹，在兄妹倆的講述下決定尋找使命，開始踏上尋找三眼烏鴉的旅程。冒險來到長城境外最北部的生命之樹前找到三眼烏鴉本尊，受他指導和訓練下慢慢變成他的繼任者，當異鬼追來樹前並殺死三眼烏鴉後，他遺傳到所有能力而正式成為繼任的“三眼烏鴉”，回到臨冬城和家人團圓。表面上一副目無表情的樣子，卻能隨時進入狀態、以雙眼目睹過去和現在發生的任何事情，幫助珊莎和艾莉亞為貝里席定罪，還與山姆一起解答出瓊恩的身世。當異鬼突破長城時，深知夜王是要來找自己，於是以自己做誘餌、且早先就將殺死夜王的機會留給艾莉亞，讓她有機會成功殺死夜王，也讓異鬼徹底絕跡。緊接著丹妮莉絲“玩火自焚”而最終死去後，不能生子且能傳承真實故事的他，被提利昂選為六國新一任國王，也是歷史上第一任由人民選出的國王。
- 詹姆·蘭尼斯特（Jaime Lannister；尼可拉·科斯特-瓦爾道飾，第1-8季）

蘭尼斯特家族長子，提利昂的哥哥，從小武藝高超，在家中備受尊敬，年僅十六歲就得到騎士稱號，成年後成為伊里斯·「瘋王」·坦格利安的御林鐵衛隊長。在勞勃推翻坦格利安王朝時，基於看清瘋王的殘暴、並為了保護家人及上千個無辜人民免受野火吞噬，而從背後一刀刺殺瘋王，從此得到「弑君者」、「背誓者」、「無譽之人」之稱號，不管走到哪裡都遭到他人的冷眼旁觀。之後開始與姐姐瑟曦背著世人進行亂倫，生下三個孩子。在艾德·史塔克被處決後淪為羅柏的囚徒，被打算換回女兒的凱特琳暗中釋放後，由塔斯的布蕾妮押回君臨。行進期間被波頓家族軍隊俘虜，開始備受折磨與煎熬，甚至被砍掉他最為得意的揮劍右手，在沉重打擊下開始對過去的自己感到懊悔，對布蕾妮一人講述自己殺死瘋王的真正起因，在激起榮譽心之下和她互相拯救彼此。之後在波頓家士兵的護送下回到君臨，開始練習使用左手劍，在弟弟提利昂受到弑君罪的指控後，協助他逃跑卻導致父親泰溫被提利昂殺害。後來在拯救女兒彌賽菈失敗後，開始補助瑟曦和當國王的兒子托曼，在瑟曦當上女王後，得知她完全沒有打算對北境守誓，從此騎馬離開君臨北上。在異鬼戰爭中擔任重要指揮，打贏後原本跟布蕾妮表白，但由於無法放下對瑟曦的感情以及她未出世的孩子，忍痛離開她回到君臨卻被陷入瘋狂的丹妮莉絲俘虜，被提利昂偷偷釋放以回城市鳴鐘作為投降信號。但隨著丹妮莉絲大肆焚燒紅堡，他最終沒能跟瑟曦逃出去，姐弟倆伴隨著未出世的孩子一起活埋於崩塌的紅堡地窖中。人死後，英勇事跡和壯舉被布蕾妮寫入歷史書中來永遠紀念他。
- 瑟曦·蘭尼斯特（Cersei Lannister；琳娜·海蒂飾，第1-8季）

蘭尼斯特家族長女，提利昂和詹姆的姐姐。一位貪得無厭、鐵石心腸的攝政太后，從小仗著家族地位囂張跋扈、目中無人，會想辦法懲戒任何得罪自己的人，遭受著平民鄙視卻不以為然。為人心如蛇蠍，會以真情流露的方式來說服別人替她做事。長大後被迫嫁給勞勃，在無法忍受他在外泡妓女後，選擇和自己的弟弟詹姆保持著禁忌的姐弟戀，甚至和他發生亂倫後生下三個“孽種”孩子。之後被艾德·史塔克威脅將她和詹姆不倫的事告訴勞勃，在逼不得已的情況下策劃暗殺勞勃，並讓兒子喬佛里坐上王位。起初只是為了能夠自由的控制一切，卻未預料到兒子的冷血而不慎引發五王之戰。之後反而繼續縱容兒子惹是生非，在喬佛里遭人毒殺後開始陷入悲憤與焦躁、怨天尤人，為了重拾權利而不惜去玩弄宗教，釋出大麻雀等其他宗教狂徒。然而，她最終受到懲罰，過去罪行遭藍塞爾揭發而同樣也受到囚禁，被迫在君臨所有居民面前，剃髮淨身並全裸的走完贖罪之路，受到百般羞辱後才逃回城堡。不甘心受到如此羞辱，決定一心報復大麻雀等人，同時收斂行為而四處召集勢力。在狗急跳牆下實施瘋王未完成的計謀，通過引爆貝勒大聖堂地下的野火灌，一瞬間炸死所有敵人；在托曼目睹此景，因喪妻過度悲傷而跳樓自盡後，沒有牽掛或障礙之下坐上鐵王座，成為七大王國的新一任女王。隨後四處招兵買馬備戰，準備一舉消滅所有敵人，來為她和詹姆未出世的孩子建立屬於她們的世界。為此不惜違背北上援助的誓言，花下血本僱用黃金團作戰。她指派攸倫·葛雷喬伊殺死丹妮莉絲的火龍雷加以及親信彌桑黛，然而導致丹妮莉絲狂怒之下焚燒全城。目睹投降也於事無補後，全軍覆沒的她沒能跟詹姆一起逃出紅堡，跟他與腹中骨肉一起活埋於崩塌的紅堡地窖中。
- 席恩·葛雷喬伊（Theon Greyjoy；阿爾菲·阿倫飾，第1-8季）

葛雷喬伊家族最小次子，兒時被父親巴隆讓給史塔克家族、作為葛雷喬伊家族叛亂失敗的人質，之後便被史塔克家族撫養長大、相處多年，和羅柏的友情如同親兄弟。表面看起來對史塔克家族有恩，但內心卻一直反對自己是一個“人質”。後來在羅柏率軍南下進攻君臨時一同陪他助陣，被羅柏派去和分離多年的父親巴隆協商調用軍隊。他回到家鄉鐵群島後發現自己完全不受家人重視，在逆反心理驅使之下做出他一生中最錯誤的決定。他選擇和父親巴隆為伍，協助他帶領鐵種軍隊攻下當時無人看守的北境城堡，砍下自己練武師傅羅德瑞克·卡塞爾的頭，甚至因為布蘭和瑞肯逃跑而殺害兩名農場小孩、焚屍好讓他人無法辨認後掛起來示眾。恩將仇報的暴行使得整個北境群情激憤，在波頓家私生子拉姆西的攻佔下遭到自己人背叛，被交給拉姆西作為人質而受到無人性的嚴刑拷打、閹割。在精神嚴重受創下淪為了行屍走肉，開始服從拉姆西的一切命令，但心理其實已經對自己的行為感到懊悔。最後醒悟並決心贖罪而救出遭拉姆西囚禁的珊莎，但回絕跟她去黑城堡的提議，選擇回家鄉去補助姐姐雅拉。當雅拉於渡海途中遭叔叔攸倫抓走時，他因膽小而選擇跳海逃生，讓他再次受內疚感折磨。重遇瓊恩後被寬恕以前的罪行，受他影響而重新振作起來，聯合其他忠誠者在攸倫船上救出姐姐雅拉。先前行為得到雅拉原諒，在她的允許下回到家鄉臨冬城參與異鬼戰爭，因愧疚而自願帶人保護布蘭。他一直堅持奮戰到最後，被夜王親手反制而刺死。戰爭打贏後，他隨著其他死難者一起火葬，遺體同時被珊莎別上一枚史塔克家族徽章作為感謝。
- 培提爾·「小指頭」·貝里席（Petyr "Littlefinger" Baelish；埃丹·吉倫飾，第1-7季）

出生地方得到外號「小指頭」，曾身為已故勞勃國王的財政大臣，在君臨經營一家妓院。人如其名，為人陰險、狡詐、貪婪，一向為了個人私益而不擇手段，被部分人士稱作是「整座維斯特洛大陸最危險的人」。年輕時就暗戀著凱特琳而一直視艾德為情敵，最後找機會背叛他而使得艾德遭到砍頭處刑，隨後變成耳聽八方的兩面派，表面上支持蘭尼斯特家族，實際上只是在家族裏獲得所需的資源和勢力，最後獲得一切後暗中和奧蓮娜·提利爾毒殺喬佛里國王，並將珊莎解救出城。實際上一直有自己的算盘和打算，意圖通過控制珊莎来控制北境。未知北境戰況會如何進行，於是搶先將珊莎嫁給拉姆西·波頓，在史坦尼斯打輸後只能再次想辦法拉攏珊莎，最後還為她提供谷地騎士團，成功從波頓家族手中奪回臨冬城。即使獲得珊莎信任，他仍屢教不改，試圖挑撥珊莎和剛迴歸的艾莉亞的姐妹感情，而他的如意算盤最終被珊莎和艾莉亞通過演戲識破，導致他一直以來的種種謊言也被戳穿。走投無路之下，他在懺悔之餘被艾莉亞割開喉嚨處決，結束他的罪惡一生。
- 喬拉·莫爾蒙（Jorah Mormont；伊恩·格雷飾，第1-8季）

一位遭到放逐而為丹妮莉絲·坦格利安服侍的騎士，人稱「安達人喬恩」，能講多國語言，曾經因為倒賣奴隸而觸犯法律，在被史塔克家族審判前就逃亡至伊索斯大陸，開始為剛和卡奧·卓戈成婚的丹妮莉絲服侍。原身為瓦里斯的線人，暗地出賣關於丹妮莉絲和韋賽里斯的線報以為勞勃換取赦免，但久而久之開始被丹妮莉絲的強勢所征服，選擇放棄赦免機會而全心全意服侍她，成為她最重要的左右手之一。但他和勞勃的協議最終洩漏而被丹妮莉絲所知，因此被丹妮莉絲放逐出城，此後就隱居在瓦蘭提斯並想辦法贏回她的信任。當他看見逃亡來此的提利昂後便找準時機將他綁走，打算用他作為獻給丹妮莉絲的禮物，但經過瓦雷利亞遺跡同時被石民觸摸而受到感染，隱瞞傷勢並終於見到丹妮莉絲，但道歉還是不被她接受而再度放逐出去。最後還是靠彌林城競技場中的鷹身女妖之子襲擊裏挺身而出，才再度獲得信任，隨後和達里奧去尋找困在野外的丹妮莉絲。而丹妮莉絲最終獲救且對他徹底改觀後，選擇暫時離開她、來到學城治療自己的石麟病，但其他學士袖手旁觀時，山姆挺身而出才使他脫離病體。痊愈後立即到龍石島回到丹妮莉絲身邊服侍，加入瓊恩行列到長城境外捕獲異鬼，乃至到北境加入異鬼戰爭。在戰爭中孤軍奮戰保護身後的丹妮莉絲，身負重傷卻仍然堅持。當所有異鬼隨著夜王死去後，重傷的他最後依然不治而死在丹妮莉絲的懷裡，遺體被丹妮莉絲親手火葬，也因英勇壯舉而贖清過去的所有罪過。
- 桑鐸·「獵犬」·克里岡（Sandor "The Hound" Clegane；羅瑞·麥肯飾，第1-4、6-8季）

一位頭上有燒焦疤痕的騎士，殘暴天性得來外號「獵犬」，曾經身為蘭尼斯特家族的護衛，還是喬佛里的貼身侍衛。長期為蘭尼斯特家族賣命，也逐漸開始看不上他們的殘酷，尤其是在黑水河戰役中被恐懼所影響而棄王落跑。流亡到河間地一帶被無旗兄弟會抓獲，得以重新遇到艾莉亞，在兄弟會的比武審判勝利之下被釋放。繼續徘徊在河間地附近時看見艾莉亞逃跑後將她收留，作為對過去行徑的贖罪。由於沒趕上血色婚禮屠殺，他繼續和艾莉亞相處在谷地一帶，在剛好經過附近的布蕾妮發生衝突之下，和她一戰而墜下山崖嚴重摔傷，最後被艾莉亞留在原地等死。本應會死的他最終被一名嚮往和平的傳教士發現、收留至他的村莊，痊癒傷勢期間幫助他修建教堂，日復一日過著殘破之軀般的生活。直到一群無旗兄弟會的僱傭兵前來放肆屠殺傳教士和村民，讓他受憤怒驅使而終於覺醒、踏上復仇之路，最後成功達到目的，並再度遇見貝里和索羅斯的隊伍，無處可去的他最終加入他們的行列北上加入對付異鬼的戰爭。在戰爭中屢次救過艾莉亞，勝利後在艾莉亞的陪同下回去君臨解決“後患”。他與艾莉亞進城不久目睹丹妮莉絲駕龍屠城，進去紅堡說服艾莉亞不要走他的老路，同時作為告別。他獨自進去跟一生最大的仇人、他的哥哥魔山一戰，全身負傷的情況下將魔山推出窗外，跟他一起墜入火海裡同歸於盡。
- 波隆（；傑洛姆·佛林（英语：Jerome Flynn）飾，第1-8季）

一位務實主義、幽默感十足的傭兵，總是一副喜愛諷刺別人、悠閒自在的樣子，但作戰方面是數一數二的高手。起初在北境一帶活動時幫助凱特琳·史塔克押送提利昂至鷹巢城，在提利昂審判時深知他會被萊莎處決，自願代表提利昂參與比武審判，乃至擊敗萊莎的冠軍戰士，讓提利昂重獲自由而跟隨他回去君臨。從此成為提利昂最為信任的隨從，在黑水河戰役中的貢獻功不可沒，因此獲得騎士地位。除了提利昂以外，他還跟回到君臨修煉左手劍的詹姆建立起友誼，協助他前往過多恩營救彌賽菈、以及從「黑魚」布林頓·徒利手中奪回奔流城。他幾乎每次立大功都被承諾過得到一座城堡以及所屬地帶，但到最後都一無所獲。陪詹姆在黃金大道受丹妮莉絲伏擊後再度損失剛獲得的賞金，從那以後決定靜待戰果，只要誰贏戰爭就會投靠誰。在丹妮莉絲暴政結束以及布蘭當王後，他受提利昂推薦擔任起君臨財政大臣，同時終於獲得所承諾的一切，當上高庭及河間地一帶的領主。
- 瓦里斯（Varys；康倫·希爾飾，第1-8季）

勞勃國王的情報總管，人稱「八爪蜘蛛」，奴隸出身，被一夥戲班子收養，但被主人賣給一位男巫後遭到閹割，承受巨大痛苦度完童年，靠努力學習而一步一步成為君臨太監，在勞勃大起義之前是效忠於瘋王。十年下來被勞勃赦免後負責幫助他搜集情報、收買殺手來暗殺流亡在外的韋賽利昂和丹妮莉絲，但實際上，他只是為了保自己一命才乖乖就範，打從心裡其實一直認為丹妮莉絲是改變世界的唯一途徑。勞勃死後便轉為蘭尼斯特家族賣命，後來得知丹妮莉絲的勢力開始日漸強大後，便希望能祝她一臂之力，和詹姆合作釋放即將行刑的提利昂後，和他一起逃出君臨至狹海彼岸。一口認定丹妮莉絲能創造一個完美公平的世界，但在異鬼戰爭結束後深知丹妮莉絲開始慢慢墮入黑暗，加上得知瓊恩的身世而深感自己信錯人。他決定策反而試圖靠飛鴉傳書公佈瓊恩身世，但在這之前被提利昂告發，最後決定認命而在丹妮莉絲面前認罪，向提利昂告完別後被卓耿以龍火燒死。
- 喬佛里·拜拉席恩（Joffrey Baratheon；傑克·格利森飾，第1-4季）

瑟曦和勞勃的長子，實為瑟曦和詹姆姐弟亂倫後產下的“孽種”。從小缺少父親教育、加上被母親瑟曦過度寵溺，使其性格變得為所欲為、目中無人、天不怕地不怕。在父親勞勃死後繼承王位，年紀輕輕就當上國王，但為人隨著權勢高漲而越來越放肆，為所欲為已達到「逆我者亡」之程度。在王宮裏對封臣們發號施令，在戰場上卻是膽怯地不知所措，最後還是靠長輩們的協助才連續打敗史坦尼斯·拜拉席恩和羅柏·史塔克。獲勝後不僅獲得權利和威望，導致他的為人和行事開始越來越放縱、荒唐，就在他即將迎娶瑪格麗·提利爾的婚禮當天，他喝下提利昂觸摸過的酒瓶後突然中毒身亡，其死亡導致提利昂被當成嫌疑犯、珊莎逃離君臨；而實際上，他是被貝里席和奧蓮娜聯手毒殺而死。
- 艾德·「奈德」·史塔克（Eddard "Ned" Stark；肖恩·賓飾，第1，6-7季）

史塔克家族族長，是一位正直可信、重情重義、服從誓言的北境守護者，自身尊嚴以及榮譽感極強的他在北境深受人愛戴。十年前跟隨老友勞勃合作推翻坦格利安王朝後，得到北境守護者稱號後回去治理北境，直到瓊恩·艾林的意外辭世才被勞勃召見前往君臨作為首相。於此期間無意間發現勞勃的三個孩子，其實是蘭尼斯特姐弟亂倫後所生下的孩子。得知這件事後跑去與瑟曦對峙，威脅將這件事告知勞勃，導致瑟曦策劃暗殺勞勃，並還沒來得及對勞勃說出事實就得知勞勃駕崩。隨後同樣牽扯進蘭尼斯特家族“謀朝篡位”的陰謀，支持國王的弟弟史坦尼斯才是王位的合法繼承者而遭受背叛、扣為人質。即使知道自己將面對死刑，還是不肯向蘭尼斯特家族屈服，由於珊莎盡全力為他求情，他在行刑時刻為了女兒性命而低頭認罪。但一時認罪卻讓當國王而為所欲為的喬佛里下令斬首，被伊林·佩恩用他自己的隨身「冰之劍」直接砍下頭。其死亡為整個北境染上難以抹去的悲痛，遺體最終在提利昂的協調之下被送回臨冬城地墓中安葬。
- 凱特琳·史塔克（Catelyn Stark；蜜雪兒·費爾利飾，第1-3季）

艾德·史塔克的妻子，霍斯特·徒利的女兒，早在艾德協助勞勃推翻坦格利安王朝之前就嫁給他。比艾德還要更加重視家人和子女，但她同時有著強大的政治把握，因此到現在都不接受艾德的“私生子”瓊恩·雪諾，將他視為“孽種”一般看待。在布蘭被推下高塔至殘疾後，她輕信妹妹萊莎寄來的警告信，認為蘭尼斯特家族是謀害瓊恩·艾林以及試圖殺害布蘭的主兇，她為此試圖處決提利昂，但其最後以比武審判勝利之下走出去。丈夫艾德不久後被處死，變成寡婦的她開始協助當國王的兒子羅柏招兵買馬，甚至還跟佛雷家族發下誓約。她為了挽救困在君臨做人質的女兒，不惜將詹姆·蘭尼斯特放回君臨，讓發誓保護她的塔斯的布蕾妮看護他回去，這也讓她犯下叛王罪而被兒子關起來。父親霍斯特·徒利不久後逝世，回到家鄉城堡奔流城參加葬禮，在卡史塔克軍隊離開羅柏不久，曾強烈反對羅柏決定和佛雷家族結盟的主意。她的不詳預感最終成為現實，於血色婚禮的發生目睹羅柏被親信盧斯·波頓捅死，她一聲長嘯後也被瓦德·佛雷的兒子黑瓦德割喉致死，屍體據說被棄屍河中。
- 羅柏·史塔克（Robb Stark；理查德·麥登飾，第1-3季）

史塔克家族長子，艾德和凱特琳結婚後生下的第一子，從小不管是騎馬、武藝、射箭等等技能都是學得快且能屈能伸，被公認為是史塔克家族的榮耀。父親艾德在君臨被扣為囚犯和最後的斬首後，羅柏在悲憤之餘率領為數兩萬的北境軍隊南下，並且被他們加冕為新的「北境之王」。但其後的戰況沒能順利進行：遭抓獲的詹姆被母親凱特琳為換女兒自由而放跑，造成軍中內杠四起；不惜違背與瓦德·佛雷訂下的婚約，選擇迎娶泰麗莎·梅吉爾；於奔流城斬首公報私仇的家臣瑞卡德·卡史塔克，造成數量一半的北境軍隊棄戰返鄉，皆對他的軍力造成嚴重的打擊。別無選擇之下，他選擇與瓦德·佛雷致歉、重新結盟，卻未知佛雷家族與親信波頓家族已秘密和蘭尼斯特家族聯手。在攣河城的「血色婚禮」上，他目睹數百名北境戰士、封臣、甚至身孕妻子都被殘忍殺害，因妻子之死而絕望之下站在原地，最後被盧斯·波頓走上前親手捅穿心臟致死。死後的屍體被佛雷家族士兵將一同被殺的冰原狼「灰風」狼首縫在一起，作為恥辱的象徵。
- 韋賽里斯·坦格利安（Viserys Targaryen；哈利·羅伊德飾，第1季）

坦格利安家族最後遺留的長子，是丹妮莉絲的哥哥也是唯一的親人，他自小就立志為家族奪回王位、重振旗鼓，但他的私心卻使他自己變得越來越貪婪、蠻橫，甚至經常仗勢欺負丹妮莉絲。強行將妹妹嫁給多斯拉基族的卡奧·卓戈，只是向通過其強大的軍隊來攻下君臨，但她注意到自己逐漸連妹妹的地位都不及後，在耍酒瘋之下遭卡奧懲罰，頭上被澆滿高溫熔化的黃金後死去，諷刺他已經獲得一個“黃金寶冠”。即便他死前的行為，他至今還是被丹妮莉絲視為重要家人，她的火龍「韋賽利昂」就是以他命名。
- 勞勃·拜拉席恩（Robert Baratheon；馬克·埃迪（英语：Mark Addy）飾，第1季）

拜拉席恩家族長子，天生好鬥的勇士，艾德的妹妹萊安娜·史塔克是他的一生摯愛，在瘋王霸權期間得知萊安娜被雷加·坦格利安“擄走”，因而掀起一場大起義。手刃雷加後一步一步推翻坦格利安家族，隨即當上七國新一任國王，治理國家長達十幾年之久。但打贏戰爭使他開始得意忘形，成天只知道在外吃喝嫖賭，勇士身材也隨之變得肥胖無比，且發誓會將害死萊安娜的坦格利安家族斷子絕孫。首相瓊恩·艾林被害後一路北上，將老戰友艾德傳喚至君臨接替其位置當首相，靠瓦里斯的情報來暗中策劃對丹妮莉絲和韋賽利昂的暗殺，滿臉的昏君樣子讓周圍所有人都對他唾棄。最後被瑟曦設計，使他在外打獵時因過度飲酒，而被野豬咬致重傷，認為自己時日不長後本想靠簽字來將王位讓給艾德，但最後不僅簽字文書被瑟曦撕毀，死去後王位都被不是他血親的兒子喬佛里霸佔，並且死後至今在眾人眼中被當作一名無能昏君。
- 山姆威爾·塔利（Samwell Tarly；約翰·布拉德利飾，第1-8季）

塔利家族長子，體形肥胖、做事笨手笨腳、毫無勇士氣質而被父親藍道·塔利視為家族恥辱，因此被送去長城當守夜人。他是瓊恩於守夜人軍團認識的摯友，和被視為私生子的瓊恩同病相憐，當他遭受部分同仁欺負時候，只有瓊恩伸出援手。表面上看似無能，頭腦、閱讀和寫作方面其實是數一數二的高手，整天在黑城堡圖書館裏閱讀歷史，得以讓他認識慈祥的伊蒙學士。他加入莫爾蒙總司令的北上遠征隊一員，在卡斯特小屋裏認識女野人吉莉，後來在先人拳峰戰役中親眼目睹過異鬼大軍。作為倖存者之一的他跟隨隊伍回程途中，回到卡斯特小屋時目睹莫爾蒙喪生的軍中叛變，情急之下將吉莉和她剛出世的孩子救出小屋。抵達長城之際遇見過一個異鬼，拿先前獲取的龍晶匕首殺死該異鬼後回到黑城堡，在伊蒙學士的命令下將異鬼再現的事情用飛鴉傳書告知七國各地。在瓊恩迴歸黑城堡對抗野人戰役、以及最終當上守夜人總司令中有著極大貢獻，但基於伊蒙學士逝世和異鬼威脅，在請求瓊恩之下和吉莉來到學城學習做學士，親身研究並治癒身染石鱗病待在學城休養的喬拉。戰爭平息後，他在學城正式晉升為大學士，親手撰成記載勞勃·拜拉席恩逝世以來的歷史的《冰與火之歌》。
- 泰溫·蘭尼斯特（Tywin Lannister；查爾斯·丹斯飾，第1-5季）

蘭尼斯特家族之主，為人強勢、暢所欲言的霸主，身為提利昂、詹姆和瑟曦的父親，但心裡只顧自己和家族未來，讓他對其他事物包括兒女想法一類事物一概不關心。在赫倫堡紮住期間和艾莉亞相識，雖然看出她女扮男裝，但並未發現她是艾德·史塔克的女兒。於黑水河戰役中及時率軍趕回君臨，擊退史坦尼斯的軍隊而成功捍衛都城，因為及時相救的戰果讓他接替提利昂成為新禦前首相，為家族利益而欲將提利昂嫁給珊莎、瑟曦嫁給洛拉斯·提利爾。他後來還作為血色婚禮屠殺的主要策劃者，跟波頓家族和佛雷家族談好條件，讓他們倒戈殺死羅柏在內的北境軍隊、重創北境勢力。在喬佛里遭毒殺的事情裏，想盡辦法想讓身為嫌疑人的提利昂告到死刑為止，他為了家族利益不惜一切代價，剷除親生兒子的舉動，最終使得被詹姆釋放的提利昂拿喬佛里的弩弓，在如廁時被提利昂兩箭射殺。
- 雪伊（；茜比·柯奇莉飾，第1-4季）

提利昂在泰溫戰營裡認識的妓女，後來跟隨他來到君臨，和提利昂相愛並成為秘密戀人。雖然曾經至死愛著提利昂，但在提利昂隨後嫁給珊莎後，兩人關係逐漸疏遠並惡化。她在提利昂的命令下本要坐船遠離君臨，後來卻受瑟曦誘惑而回來指控提利昂殺害喬佛里，甚至最後選擇跟泰溫睡在一起。她的背叛舉動最終惹來報應，被逃出監禁的提利昂拿脖子上的項鏈活活勒死。
- 傑奧拉·莫爾蒙（Jeor Mormont；詹姆斯·克斯摩（英语：James Cosmo）飾，第1-3季）

莫爾蒙家族之主，身為瓊恩剛加入守夜人時的當任總司令，他為人熱心、好勇鬥狠，會主動關心手下人的各種問題，讓他在軍中備受尊敬和愛戴。兒子喬拉多年前就叛逃至大洋彼岸，讓他和瓊恩發展成為父子關係，還將家族傳承之劍改造成為狼頭刀柄並賜予給瓊恩作為貼身武器。因為班楊·史塔克的失蹤而決定率領瓊恩在內的三百名守夜人前往長城境外調查，期間在先人拳峰上遭遇異鬼襲擊，打敗仗卻與其他五十名守夜人倖存後，決定回去黑城堡以警告世人。但在卡斯特小屋裏，因為卡斯特貪心所導致的軍中叛變，導致他被發動叛變之一的守夜人雷斯特背後捅刀致死。死後，迴歸守夜人的瓊恩最終領軍殲滅背叛者而為他報仇雪恨。
- 詹德利·拜拉席恩（Gendry Baratheon；喬·丹普希（英语：Joe Dempsie）飾，第1-3、7-8季）

勞勃的私生子之一，舊姓「河文」（Rivers），居住在君臨長大的鐵匠，擁有高超煉鐵技術卻懷才不遇，還被他的貪心師傅賣給守夜人軍團。這讓他得以認識艾莉亞並與她一起冒險，共同經歷過赫倫堡和無旗兄弟會，之後被無旗兄弟會交給梅麗珊卓作為史坦尼斯贏得戰爭的祭品，所幸在火祭之前被戴佛斯釋放並逃亡出龍石島。經過躲藏最終隱姓埋名回到家鄉君臨，繼續以鐵匠造劍為生，直到被如今為史塔克家族賣命的戴佛斯重新找到，便動身和他加入對抗瓊恩異鬼的戰局。重遇艾莉亞後彼此表達愛意，共睡一晚後在對付異鬼的戰爭中有著極大貢獻。戰爭結束後被丹妮莉絲重賞，得到拜拉席恩家族姓名，還得以成為拜拉席恩家族歷代城堡風息堡領主，即使心愛的艾莉亞最終沒有答應他的求婚。
- 托曼·拜拉席恩（Tommen Baratheon；卡鲁姆·瓦尔里（英语：Callum Wharry）→迪恩-查爾斯·查普曼飾，第1-2、4-6季）

詹姆和瑟曦亂倫生下的最小兒子，也是三個孩子中最小的。性格跟大哥喬佛里算是“南轅北轍”，是三兄弟姐妹中性格最為膽怯並弱小的人。從一開始是個毫無存在感的小孩，直到哥哥喬佛里被毒殺後接替他的王位，但他因為容易被他人糊弄，因此被瑪格麗盯上、和她結婚後加以控制。他的懦弱導致母親瑟曦去玩弄宗教後不慎自焚，不久後也同樣被大麻雀掌控於股掌之間，當他得知愛妻瑪格麗死於貝勒大聖堂的爆炸後，悲痛欲絕之下跳樓自盡。
- 賈昆·赫德加（Jaqen H'ghar；湯姆·拉斯齊哈飾，第1-2，5-6季）

一位行事神秘、擁有多重身份的「無面之人」，在君臨當奴隸期間和復仇心切的艾莉亞相識，開始四處幫助她解決各種問題，最後給她留下一塊銀幣讓她去尋找答案。他獲得自由後回到布拉佛斯的黑白之屋等待艾莉亞前來，而後開始訓練並教導她成為精通暗殺和偽裝的「無名之輩」，但得知艾莉亞為復仇殺害馬林·特蘭後一度奪走她的視覺以懲罰，後來再次賜予她機會來重新來過。又一次賜予她暗殺任務，但實際上是要看她是否會把握住同情心，在艾莉亞最終通過考驗而將她稱讚為無名之輩後，即使最後艾莉亞選擇放棄機會並返鄉。
- 卡奧·卓戈（Khal Drogo；傑森·摩莫亞飾，第1季）

多斯拉基戰士最為知名的軍閥，身體強壯、無所畏懼、好勇鬥狠的戰士，讓很多權勢高的人們都畏懼三分。因為手底下所擁有的為數十萬名大軍，被韋賽里斯看重而嫁給他的妹妹丹妮莉絲。對於竄謀者和背叛者一向不留情面，因此立誓帶領丹妮莉絲渡海回去君臨為她的家族重振旗鼓，但他後來卻在一場比武裏中毒而威脅到性命，當時已經愛上他的丹妮莉絲雖然想盡辦法挽救他，最後得知已無方法後只能將他窒息而死來解脫痛苦，遺體被丹妮莉絲火葬、得以讓她誕生三條小龍。其中丹妮莉絲取用卡奧·卓戈之名為黑龍命名。
- 瑪格麗·提利爾（Margaery Tyrell；娜塔莉·多莫飾，第2-6季）

提利爾家族之女，奧蓮娜·提利爾的孫女，從小就被訓練成一位漂亮、精明又狡猾的王后，表面善良溫柔，實質足智多謀。五王之戰起初時曾經嫁給過藍禮·拜拉席恩，以作為提利爾家族和拜拉席恩家族結盟的條件，她即便知情藍禮的同性取向，但還是決定維持家族地位。當藍禮被殺害後，她伴隨著家族轉去和蘭尼斯特家族結盟，聯手擊退史坦尼斯的軍隊。作為獎賞，她和藍禮婚姻一事被赦免，並和喬佛里結婚成為君臨女王。在和喬佛里結婚之前的時間，開始用和善方式來幫助君臨各個窮困人家，獲得無數百姓之愛戴，但實質是讓喬佛里的聲名架空。當她開始和珊莎建立友情時，原本是受奧蓮娜之令讓她嫁給洛拉斯以掌控北境，但計劃未成。喬佛里不久後遭毒殺身亡，她隨後嫁給其弟弟托曼並徹底掌控他，直到瑟曦釋出大麻雀等宗教狂徒，不但哥哥洛拉斯被捕，連她也因作偽證而均關入牢房裏。關押期間表面上受大麻雀的宗教思想所誘導，開始服從他的懺悔命令，但心理仍然是支持著家族，暗中遞紙條讓奧蓮娜離開君臨，免受其害。於洛拉斯的審判中察覺異樣，警告大麻雀和所有人後，扔不幸牽連至瑟曦安排的野火爆炸，在貝勒聖堂中和父親與哥哥一同葬身火海。
- 史坦尼斯·拜拉席恩（Stannis Baratheon；史蒂芬·迪蘭飾，第2-5季）

勞勃的弟弟，作為拜拉席恩三兄弟排名第二，他於很早以前就離開家族並成立自己的自立軍團，長期佔領坦格利安家族遺留的龍石島作為國王。他無視愛和忠誠，指揮方式一向沉穩、痛快，對任何阻擾他的人士一向毫不留情。但判斷力上，比起事實更為相信命運和運氣。哥哥勞勃駕崩後本是鐵王座合法繼承者，過分輕信梅麗珊卓的算命而帶領軍隊攻佔君臨，卻因泰溫·蘭尼斯特和提利爾家族支援而大敗而歸。此後繼續相信梅麗珊卓的誘惑，讓戰爭中倖存的戴佛斯替他招兵買馬，收到伊蒙學士從黑城堡寄出的異鬼警告傳書後，決定將戰局先轉移至北境。率兵來到黑城堡附近協助守夜人軍團打敗為數十萬人的野人大軍，之後暫時紮住在黑城堡裏等待時機，決定先攻下臨冬城，其當時被波頓家族佔領。他南下途中卻因風雪不止而持續受挫，不僅花錢雇來的雇傭兵團集體落跑，連侵略道路都被雪封住。陷入進退兩難抉擇的他選擇再次相信梅麗珊卓的謠言，將自己心愛的女兒謝琳火祭，雖然讓風雪停止，但兵數再次減半、妻子也上吊自殺。即便深知自己將會輸，他還是決定孤注一擲、帶領剩餘的兵進攻臨冬城，卻被為數幾千的波頓家族騎兵殲滅。僅剩一人的他坐在樹前等死時被布蕾妮找到，以刺殺親兄弟藍禮的罪名被她斬首身亡，付出愚昧無知的代價。
- 梅麗珊卓（Melisandre；卡莉斯·范·豪滕飾，第2-8季）

史坦尼斯身邊的紅衣祭司，真實年齡至少超過400歲，靠著具有法力的紅寶石項鍊來維持其年輕外貌。具有與生俱來的通靈能力，讓她能夠靠火焰來得知未來景象。她和維斯特洛大陸的其他神論者不一樣，對自己堅信的信仰有著足夠信心，因此讓她堅信史坦尼斯就是預言中的被選中之王者。求勝心切的她為此說服史坦尼斯進行各種各樣的殘酷方式來實現目的，當中包括火祭加暗殺自己的親人，當中包括藍禮·拜拉席恩。當史坦尼斯經過君臨失敗後，繼續靠未來景象說服他實現目的，當史坦尼斯決定將戰局轉移至北境並移居黑城堡後，開始將目光轉移至瓊恩·雪諾身上。而當史坦尼斯火祭女兒停止北境大雪、卻因失去一大半軍隊而落敗後，她搶先跑回黑城堡避難，並逐漸對自己信仰的一切喪失信心。直到被戴佛斯說服用學會的巫術將死去的瓊恩成功復活，讓她重拾信仰並補助瓊恩，但在瓊恩於私生子戰役中獲勝後，她因為火祭希琳的罪行而遭到瓊恩放逐出北境。即使如此，她還是盡全力說服駐守龍石島的丹妮莉絲跟瓊恩結為盟友，將兩位“冰與火”代表聚集在一起。在異鬼戰爭開始前再度現身於臨冬城外，用盡最後的魔法力量賜予多斯拉基人劍上起火、並點燃城外的戰壕爭取時間。當戰爭是活人打贏後，光之王使命達成的她徐徐走出臨冬城，摘下賜予她年輕外表的項鏈，最終不支倒地而隨著風結束她蒼老的生命。
- 戴佛斯·席握斯（Davos Seaworth；利亞姆·坎寧安飾，第2-8季）

漁夫家族出生的鬥士，因為家族旗號上有洋蔥標誌，而得到外號「洋蔥騎士」。他是史坦尼斯身邊的多年親信，比任何人都忠誠於史坦尼斯。他對梅麗珊卓沒好感，一直想辦法讓史坦尼斯擺脫她的誘惑，但史坦尼斯卻選擇一次一次地相信她。黑水河戰役後帶領兒子進攻君臨，因提利昂事先安排的野火戰術而全軍覆沒，僅剩一人的他倖存但同時也失去兒子。戰後被人發現並帶回龍石島，開始想辦法贏回史坦尼斯的信任，協助他安排接下來的戰局。跟隨他來到黑城堡殲滅野人後駐守於黑城堡一段時間，但後來史坦尼斯於北境戰敗並全軍覆沒，他是唯一被史坦尼斯送回黑城堡而倖存的人，此後他跟在瓊恩身邊補助史塔克家族，在瓊恩成為北境之王後當上他的重要親信。跟隨瓊恩連續經歷異鬼跟君臨屠城的戰爭，一直沒有放下過對瓊恩的忠誠。丹妮莉絲死後，隨著君臨由布蘭當王，他擔任起君臨的艦隊總管。
- 耶哥蕊特（Ygritte；蘿絲·萊斯莉飾，第2-4季）

生活在長城境外的自由民之一，箭法精準、一頭紅發、野性十足，被瓊恩找到後對其產生好感。一開始相信瓊恩是真心倒戈，在他被其他野人排擠的時候只有她伸出援手，兩人在一個洞穴裏發生性關係後徹底愛上雙方。爬完長城後跟隨隊伍殲滅附近的村莊，乃至目睹瓊恩背叛她們後一路回去黑城堡。雖然無法忍受他的背叛，但同時也對他無法痛下殺手。跟隨托蒙德進攻黑城堡的過程中一箭殺死過瓊恩的戰友派普，最後把箭對著瓊恩時卻還是無法對他下手，在猶豫不決之下被剛加入黑城堡的小男孩歐利用弓箭穿心射殺，對瓊恩最後表示愛意後死在他的懷裏，遺體被瓊恩送至長城境外的森林中火葬。
- 泰麗莎·梅吉爾-史塔克（Talisa Maegyr-Stark；奧歐娜·查普林（英语：Oona Chaplin）飾，第2-3季）

為電視劇的原創人物，以小說版的简妮·维斯特林（Jeyne Westerling）作為原型並取代其角色地位。
來自瓦蘭提斯的店鋪之主的女兒，精通醫術，於五王之戰中來到南部戰區一帶救治傷者。讓她因此認識羅柏而和他相愛，讓羅柏不惜違背誓言而和她結婚，之後也懷上她和羅柏的兒子。跟隨羅柏穿越戰局乃至奔流城參加霍斯特·徒利的葬禮，途中屢次勸羅柏不要斬殺違紀的卡史塔克伯爵，但羅柏沒有聽她的勸告。在羅柏決定和佛雷家族道歉並結盟時，於雙子城的血色婚禮時成為首位犧牲者，被瓦德·佛雷的兒子羅索連刺數刀肚子而當場死在血泊中，一屍兩命。
- 塔斯的布蕾妮（Brienne of Tarth；關朵琳·克莉絲蒂飾，第2-8季）

塔斯家族之女，雖身為女人，不但揮劍和武藝高超，甚至身材人高馬大。兒時受人嘲笑時被藍禮·拜拉席恩安慰，從此崇拜著他而自願成為他的御林鐵衛，但目睹他被史坦尼斯之影子刺殺後，選擇跟凱特琳·史塔克一起逃跑，從此跟在她身邊並立誓效忠於她；但同時也在找機會刺殺史坦尼斯來為藍禮報仇。她受凱特琳之托將詹姆遣送回君臨，期間和她一同被波頓家族抓獲並備受折磨，和詹姆互相幫助並彼此產生默契，她是詹姆第一位對其坦誠刺殺瘋王起因的外人。她受詹姆協助一同回去君臨，隨後得到他贈送的盔甲和「守誓者」之劍，開始一路尋找逃亡在外的珊莎和艾莉亞。她短暫遇見艾莉亞，想表示忠誠卻沒有被她接受，找不到她後偶然遇見珊莎，一路跟在她身後默默守護她。在史坦尼斯進攻臨冬城吃敗仗後，她到森林找到史坦尼斯將其斬首而為藍禮報完仇，營救逃出臨冬城的珊莎而被她接納以守護她，成為她的護衛兼親信。後期被詹姆封冊為七國騎士，在丹妮莉絲攻陷君臨城、詹姆和瑟曦死去、布蘭成為六國領導者後，以爵士兼護衛的身分效忠布蘭，親筆記錄攸關詹姆的史實記錄。
- 吉莉（；漢娜·穆雷飾，第2-8季）

出生於長城境外卡斯特小屋的女野人，非常善良和熱心，和山姆相識後和他走到一起。在山姆經過先人拳峰戰役並回到小屋後，由於剛誕生她和卡斯特的孩子，恐懼卡斯特也會將他送去祭獻給異鬼，而打算說服山姆帶她們母子倆一起逃跑。不久後小屋裡爆發守夜人兵變，迫使山姆帶她們一起逃跑，途中雖然遭遇一隻異鬼卻幸運倖存，回到黑城堡後得到伊蒙學士的准許留下來庇護。在瓊恩去拯救野人後，性命開始被其他守夜人威脅，因此被決定前去學城做學士的山姆一同帶走。在山姆留在學城期間，她無意間發現雷加·坦格利安跟“另外一位女孩”（萊安娜·史塔克）在一起的故事，得以讓山姆最終跟布蘭一起解答出瓊恩的身世。之後同樣跟隨山姆前去臨冬城對付異鬼，躲在地窖過程中盡全力安撫居民。當戰爭結束後，她跟隨山姆回去學城，同時對瓊恩揭露她再度懷上一子。
- 盧斯·波頓（Roose Bolton；麥可·麥恩哈頓（英语：Michael McElhatton）飾，第2-6季）

北境中以剝人皮駭人手段聞名的波頓家族族長，史塔克家族的多年封臣，但因行事風格不對盤，因此跟史塔克家族有著多年世仇。於艾德·史塔克遭處決後，他被迫參戰補助當上北境之王的羅柏。表面上對羅柏忠心不二，但心理其實一直受不了被羅柏當成奴隸使喚，就連提出的點子都經常被羅柏無視。眼看羅柏即將輸掉戰局，他選擇暗中和佛雷家族一同倒戈他，成為血色婚禮上的三大策劃者之一；他以一句「蘭尼斯特家族向你致意」之話後一刀捅穿羅柏的心臟。這場戰果讓他被泰溫·蘭尼斯特獎賞而得到北境守護者之稱號，並率軍殲滅所有侵佔北境的鐵民後佔領臨冬城，和瓦德·佛雷的一個女兒瓦妲結婚生下一子。而他剛生下的新繼承者導致其私生子拉姆西·波頓對此不滿，他最終死於兒子拉姆西之手，讓他得到一刀捅穿心臟之因果報應。
- 拉姆西·波頓（Ramsay Bolton；伊萬·瑞恩飾，第3-6季）

盧斯·波頓的私生子，從小被父親獨自帶大，與生俱來就有著過於常人的暴力天性。性格乖戾、殘暴，狂妄自大，只要心情不好會隨意殺一個人、剝下受害者的人皮，不管是親信還是家人都毫不留情，他視人命如草芥之程度，讓周圍所有人都對他畏懼三分；然而，他在戰事指揮以及安排戰術方面卻是數一數二的高手。起初受父親之令奪回被席恩攻下的臨冬城，後來通過小策略就讓內部的鐵民背叛席恩，讓他殘忍殺死其他鐵民後折磨席恩長達幾個月，讓席恩徹底淪為行屍走肉般的「臭佬」。父親推翻史塔克家族、成為北境主使後一同受到尊重，但不久後父親生下新繼承人，讓他被迫一刀刺殺父親好維持自己的勢力，甚至放狗殺害父親的後妻瓦妲和她的新生兒。此後開始一點一點地吞噬北境，迫使當時放棄繼續擔任守夜人總司令的瓊恩率隊去攻打他。於臨冬城外的私生子戰役中，他眼看就要勝利的戰術卻被珊莎帶來的谷地騎士挫敗，全軍覆沒的他被珊莎綁入狗舍中，最後被自己的挨餓數天的惡犬們活活撕成碎片；他的死終結波頓家族之血脈。
- 托蒙德（Tormund Giantsbane；克里斯多佛·希夫哲飾，第3-8季）

野人「自由民」中的知名戰士，外號「巨人剋星」，攀爬越過長城、到北境區域作惡長達數十次。受曼斯·雷德之命令再次越過長城前往黑城堡進行裡應外合，途中一直對瓊恩懷有敵意，直到他在黑城堡戰役中被打敗並抓為戰俘。當瓊恩當上守夜人總司令並決定遠去拯救剩餘野人時，他經過時間沖刷才打消先前對瓊恩的看法，在艱難屯一戰中和瓊恩並肩作戰，讓他和瓊恩正式成為情同手足的戰友。不久後，瓊恩遭兵變並刺殺，他受傳喚來到黑城堡殲滅所有叛徒，在瓊恩復活後幫助他召集所有野人戰士，於私生子戰役中奪回黑城堡。在瓊恩主掌北境後受令去看守長城東邊的東海望，期間目睹異鬼大軍摧毀並越過城牆，於長城坍塌時只能逃離東海望，跟其他守夜人會合後集體到臨冬城，乃至跟抵達城外的異鬼交戰。戰爭最終勝利後，由於異鬼徹底絕跡，他決定帶領剩餘自由民返回他們屬於的長城境外重新安居，隨著瓊恩刺殺丹妮莉絲而被重新放逐至長城，他得以跟瓊恩重聚。
- 達里奧·納哈里斯（Daario Naharis；艾德·斯克林→麥可·哈休斯曼飾，第3-6季）

出沒於奴隸灣的雇傭兵團次子團之首領之一，從小被母親賣去做戰奴，訓練成為角鬥士，動作迅速的身手以及天生好鬥的個性，讓他於角鬥場中迅速成名，學會各種打鬥之方式，成年後獲得自由並加入次子團。直到次子團被淵凱城雇用做保鏢時，讓他和丹妮莉絲相識，他被丹妮莉絲的美貌吸引，不但殺死另外兩名領袖、還協助丹妮莉絲攻下淵凱城。自從喬拉被丹妮莉絲放逐出城後，他成為丹妮莉絲的愛人，經常在她身邊給予指引。當丹妮莉絲最終成功佔領整座奴隸灣、並徹底摧毀當地奴隸制後，他被丹妮莉絲命令留在彌林城掌權守護該地，和她的感情也因此告終。
- 彌桑黛（Missandei；娜塔莉·伊曼纽爾飾，第3-8季）

丹妮莉絲的私人侍從、顧問兼翻譯，她是奴隸出身、沒有家人，精通多國的十九個語言，從阿斯托珀中被丹妮莉絲買下後從此忠誠於她，和丹妮莉絲也情同姐妹。跟隨她佔領一個又一個奴隸灣城市，期間對無垢者軍團領袖灰蟲子彼此產生愛意，在灰蟲子於彌林城內戰中受傷才表示出來。她不久後跟隨丹妮莉絲坐船跨越狹海來到維斯特洛大陸，跟她駐守在龍石島，期間跟灰蟲子首次發生性關係。陪他一起經歷異鬼戰爭，結束本計劃奪得七國後跟灰蟲子回去家鄉納斯島，但她後來因艦隊被攸倫摧毀，跳海逃生的她被俘虜。在瑟曦跟丹妮莉絲的談判中成為人質，最終因瑟曦不願妥協而被魔山一劍斬首，死前對丹妮莉絲喊出一句遺言“龍焰”。
- 艾拉莉亞·沙德（Ellaria Sand；伊迪拉·瓦爾瑪（英语：Indira Varma）飾，第4-7季）

來自多恩的用毒高手，奧伯倫·馬泰爾的情婦，和他發生過親密關係後生下三個女兒。迷上奧伯倫而不肯撒手，目睹他在與魔山的比武審判中慘敗並以頭部擠碎的方式之下慘死後，對蘭尼斯特家族懷有極深的恨意。她為了報仇不惜打算殺害隱居於多恩流水花園的瑟曦年幼女兒彌賽菈，雖然一度被奧伯倫的哥哥多蘭親王和趕來營救的詹姆干涉，但她最終靠慢性毒藥「漫長告別」達到目的，靠親吻傳給彌賽菈後讓她渡海途中死在詹姆的懷裏。而後，她帶領女兒們殺害多蘭親王與其兒子後，推翻馬泰爾家族掌權，隨後和奧蓮娜和丹妮莉絲結盟對抗瑟曦。但她跟隨雅拉和席恩渡海途中，被攸倫·葛雷喬伊一舉抓獲，兩個大女兒奧巴拉和娜梅莉亞被殺，最小女兒泰茵也被抓。她和泰茵被帶回君臨後，以殺害彌賽菈的罪名被瑟曦酷刑折磨，目睹泰茵被瑟曦強行灌入「漫長告別」而慢慢赴死。由於被鐵鏈鎖住而無法夠到眼前將死的女兒，至今依然被關在君臨地牢中被判處終身監禁。
- 大麻雀（The High Sparrow；強納森·普萊斯飾，第5-6季）

一位待人友善、虔誠的宗教狂徒，領導著一群稱作麻雀的狂徒份子，講話相當有說服力。於泰溫被刺後蒞臨君臨幫助窮人集體，接納藍塞爾在內的一些罪人進行“洗滌”後加入他的宗教一份子，隨著勢力不斷增大，她被瑟曦選中作為她的主要執行者，賜予金錢權勢而將他的宗教勢力掌控全城，連續逮捕身為同性戀的洛拉斯以及幫哥哥作偽證的瑪格麗。不在乎權力、過於虔誠的他將犯下過重罪的瑟曦也一同關起來，比她裸身走贖罪之路，因此激怒蘭尼斯特家族和提利爾家族。他迅速掌控當國王的托曼，導致所有人都對他沒辦法，最終使瑟曦狗急跳墻，策劃將大麻雀等阻撓她權力的人一網打盡。在舉行洛拉斯和瑟曦的審判當天，他堅持留下來等待，因此在瑟曦引爆聖堂底部野火庫後，跟著身邊的親信和子民一同葬身火海。
- 灰蟲子（Grey Worm；雅各布·安德森飾，第3-8季）

無垢者軍團領袖，效忠於丹妮莉絲，姓名由自己所取。從小被奴隸主抓去訓練成無垢者，在阿斯托珀城被丹妮莉絲解放後，被同仁選中成為領隊。隨著劇情發展和彌桑黛產生戀情，但由於目睹彌桑黛被瑟曦下令處決，轉而領軍殺害任何效忠蘭尼斯特家族的軍人。在丹妮莉絲成功奪下君臨城後，曾一度受封女王的戰爭之主將軍頭銜，後由於丹妮莉絲被瓊恩刺殺，自行離開君臨城率軍前往其他地方解放奴隸。

## 常設演員

### 史塔克家族
- 瑞肯·史塔克（英语：Rickon Stark）（；亞特·帕金森（英语：Art Parkinson）飾，第1-3，6季）

史塔克家族的最小次子，是一個勇敢堅強的小男孩，和哥哥布蘭一向是一唱一搭。在席恩佔領臨冬城期間和布蘭躲入地下墓穴裏才倖免於難，和布蘭逃亡期間被他建議去找安柏家尋求庇護，由女野人歐莎協同。然而，他和歐莎最終被小瓊恩·安柏出賣給拉姆西·波頓作為人質；於私生子戰役中，他被拉姆西以遠距離用弓箭射殺，遺體在戰爭被哥哥瓊恩·雪諾打贏後安葬在臨冬城地下墓穴裏。
- 阿多（；克里斯帝安·奈倫（英语：Kristian Nairn）飾，第1-4，6季）

居住在臨冬城的一位壯碩男子，原名「威利斯」（Wylis），年輕時因為一次中風倒地後就只會講兩個字“阿多”（Hodor）。多年來服侍史塔克家族，在布蘭殘疾後負責背著他行動，跟隨他離開毀滅的臨冬城、一直到尋找三眼烏鴉的旅程。在生命之樹對抗異鬼途中，為了掩護布蘭和梅拉逃跑而用他的龐大身軀擋住大門而犧牲。景象剛好和年輕的他產生某種連結，他最後的自我犧牲之舉「守住大門」（Hold the Door）也成為他變成阿多的主因。
- 歐莎（；娜塔莉·提娜飾，第1-3，6季）

一位出沒於北境臨冬城附近的女野人，傷害過殘疾的布蘭被史塔克家族抓捕，後來戴上鐐銬在臨冬城工作來贖罪。隨著時間推及，她的罪行被布蘭寬恕，跟在布蘭身邊作為女僕。帶領瑞肯到安柏家族庇護途中遭到出賣，被賣給拉姆西·波頓當作禮物，試圖近距離刺殺拉姆西卻被他識破，被他用一把水果刀刺殺。
- 羅德里克·卡塞爾（Rodrik Cassel；榮恩·多納齊利（英语：Ron Donachie）飾，第1-2，6季）

服侍史塔克家族的武器師傅，多年來教導過三代史塔克家族人士用武器，在臨冬城裡備受愛戴和尊敬。但於席恩帶領鐵種軍團攻佔臨冬城期間，因為拒絕投降而被席恩當眾砍下頭處決。
- 魯溫學士（Maester Luwin；唐納德·桑普頓飾，第1-2季）

服侍史塔克家族的老學士，當上學士後從來沒有離開過臨冬城，同樣深受臨冬城居民的愛戴。於席恩帶領鐵種軍團攻佔臨冬城期間，由於被誓言束縛而效忠於席恩，最後被背叛席恩的鐵種重傷後，坐在臨冬城生命之樹旁直到喪命。
- 莫丹修女（Septa Mordane；蘇珊·布朗（英语：Susan Brown (English actress)）飾，第1季）

服侍史塔克家族的修女，一向服侍珊莎和艾莉亞姐妹，而她經常向著有淑女氣質的珊莎，老是責罵喜歡搗蛋的艾莉亞。跟隨姐妹倆和艾德前往君臨乃至艾德遭背叛期間，寧死不說出艾莉亞的下落而被蘭尼斯特家族軍隊砍頭。
- 瓊恩·「老瓊恩」·安柏（Jon "the Greatjon" Umber；克萊夫·曼特爾（英语：Clive Mantle）飾，第1季）

安柏家族族長，艾德和羅柏·史塔克的封臣，當年帶頭拔劍宣誓效忠羅並將他封為北境之王。但後來沒有繼續參與羅柏的戰爭，並在後來一段時間裡逝世，位子讓給兒子小瓊恩·安柏。
- 瑞肯德·卡史塔克（Rickard Karstark；史蒂文·布鲁特→約翰·史塔飾，第1-3季）

卡史塔克家族族長，艾德和羅柏·史塔克的封臣，家族多年來被封為史塔克家族的“親家族”。他同樣效忠艾德對抗過瘋王，如今一同拔劍效忠羅柏對抗喬佛里。但在這場戰爭裡一下失去過兩個兒子，一位戰死沙場、一位被詹姆·蘭尼斯特拿鐵鏈勒死。此後他變得蠻橫、危險及衝動，四處洩憤打算為兒子報仇，由於詹姆被凱特琳放跑，他最後把怒氣發向抓獲的兩個蘭尼斯特家族親戚。這一舉動讓他被羅柏親手處決砍下頭，死前曾詛咒羅柏去死。他死後，剩餘卡史塔克家族軍隊棄戰返鄉並放棄效忠史塔克家族，他的詛咒最終註定羅柏死在血色婚禮上。
- 玖健·黎德（Jojen Reed；湯瑪士·桑格斯特飾，第3-4季）

史塔克家族封臣霍蘭·黎德之子，是布蘭·史塔克的擁護者，跟布蘭一樣擁有易形能力，也聽過三眼烏鴉之傳說。他自願跟妹妹梅拉跟隨布蘭來到長城境外尋找三眼烏鴉，隨著旅途中體力不支、遍體鱗傷，他在到目的地之際遭遇異鬼襲擊而重傷，最後被梅拉親手終結生命，遺體也被森林之子用火藥炸毀。
- 梅拉·黎德（Meera Reed；艾莉·肯瑞克（英语：Ellie Kendrick）飾，第3-4，6-7季）

史塔克家族封臣霍蘭·黎德之子，也是布蘭·史塔克的擁護者，但她最擅長近戰和弓箭。跟著哥哥和布蘭尋找三眼烏鴉，途中失去哥哥玖健而一度情緒低落，但至死都不放棄布蘭。最後布蘭學會並成為三眼烏鴉後，一路回到長城將他送回臨冬城，讓他和家人們團聚，使命完成的她便返鄉。
- 萊安娜·莫爾蒙（Lyanna Mormont；貝拉·拉姆齊飾，第6-8季）

莫爾蒙家族年僅十歲的族長，史塔克家族封臣兼擁護者，是傑奧·莫爾蒙總司令的姪女。年齡雖小、卻有著戰士般的雄壯氣質和勇氣，不放棄莫爾蒙家族和史塔克家族的誓約，帶頭擁護瓊恩·雪諾成為北境之王。劇情後期，瓊恩率軍守住長城對抗夜王領軍的異鬼的時候，萊安娜和異鬼化的巨人相搏，最終同歸於盡。
- 羅伯特·格洛佛（Robett Glover；蒂姆·麥金納利（英语：Tim McInnerny）飾，第6-7季）

格洛佛家族族長，駐守於深林堡，原本效忠於史塔克家族，但因家族城堡一度被鐵種佔領、缺失史塔克家族幫助之下，選擇投靠波頓家族且拒絕瓊恩前來協助。直到瓊恩打贏戰爭且重掌，他才對沒有參戰感到後悔而宣誓效忠於他。
- 沃肯學士（Maester Wolkan；理查·萊克勞夫飾，第7季）

臨冬城繼魯溫學士死後的學士，是自從瓊恩挫敗波頓家族之後的新學士。

### 蘭尼斯特家族
- 格雷果·「魔山」·克里岡（Gregor "The Mountain" Clegane；柯南·史蒂文斯（英语：Conan Stevens）→伊恩·懷特（英语：Ian Whyte (actor)）→哈法·朱利葉斯·博瑞森（英语：Hafþór Júlíus Björnsson）飾，第1-2，4-8季）

克里岡家族長子，獵犬的哥哥，人高馬大，生性殘暴無常、草菅人命，光靠一隻手都能殺一個人。對家人或是任何阻攔他的人都不留情，曾經把弟弟獵犬推至火堆裡，造成獵犬的臉毀容。他如今效忠於泰溫·蘭尼斯特，住進君臨裡後幫助瑟曦在比武審判裡打敗奧伯倫·馬泰爾，但他同樣遭受奧伯倫的毒長矛攻擊重傷致昏迷。昏迷的他被科本通過非法科學實驗救活，改造成為一個不會說話、擁有灰色皮膚的“怪物”，但發誓服侍瑟曦成為她的私人護衛。在最終季丹妮莉絲攻陷君臨城後，正式和獵犬展開對決，最終在兩者身負重傷的狀態下，被獵犬推落城牆，兩者葬身火海。
- 凱文·蘭尼斯特（Kevan Lannister；伊恩·蓋爾德飾，第1-2，5-6季）

泰溫·蘭尼斯特的弟弟，提利昂、詹姆和瑟曦的叔叔，他跟哥哥泰溫不同，為人毫無霸氣，一般都是對權利比他高的任何人唯命是從。在泰溫死後擔任君臨的首相兼御前會議主掌，對當國王的托曼唯命是從，最後在貝勒聖堂炸毀時一同喪生。
- 藍賽爾·蘭尼斯特（Lancel Lannister；尤金·西蒙飾，第1-2，5-6季）

凱文的兒子，提利昂、詹姆和瑟曦的表兄，同時一度作為和瑟曦發生亂倫來打探情報的眼線。在黑水河戰役裡落下重傷後了無音訊，期間被大麻雀率領的麻雀團發現後救治，並開始投靠宗教來贖清過去罪過。頭上被刻下七星符號成為麻雀一份子，對待家人或是任何背叛宗教以及犯罪分子都不留情，直到瑟曦點燃野火炸毀貝勒聖堂時，他原本是第一位來到野火地下室的人，卻沒有來得及制止就被近距離炸死。
- 派西爾大學士（Grand Maester Pycelle；朱利安·格列佛（英语：Julian Glover）飾，第1-6季）

服侍蘭尼斯特家族的大學士，是一個學藝不精、裝腔作勢、自恃高人一等的偽君子，用招搖撞騙方式拐騙女人跟他上床，讓他老是被提利昂懲罰。直到知識比他淵博的科本到來，使得他的影響力降至冰點，只能持續辱罵科本是學城恥辱。但在瑟曦炸毀貝勒聖堂、從麻雀手中奪回局勢時，他同樣被科本設計而被他的小孩眼線集體捅數十刀慘死。
- 馬林·特蘭（Meryn Trant；伊恩·比提（英语：Ian Beattie）飾，第1-5季）

喬佛里上任後的御林鐵衛，一位心術不正、殘暴無常的虐童狂，對喬佛里的任何命令都絕對辦到。曾經受令殺死過艾莉亞在君臨結識的武術師傅席格蒙·佛伊德，從此成為艾莉亞的暗殺對象之一，當他護送梅斯·提利爾來到布拉佛斯會見鐵金庫成員時，在妓院裡一度放鬆警惕而被艾莉亞刺瞎雙眼，最後一刀劃開喉嚨致死。
- 伊林·佩恩（Ilyn Payne；威尔科·约翰森飾，第1-2季）

服侍蘭尼斯特家族的處刑者，待人和長相都均凶神惡煞，給任何人的印象都非常差。劇前被瘋王割下舌頭而喪失說話能力，在喬佛里當國王後幫他一刀砍下艾德·史塔克的頭。
- 科本（；安東·勒瑟（英语：Anton Lesser）飾，第3-8季）

一位來自學城的前學士，曾經進行過違反醫學倫理的科學實驗，被揭發後遭剝奪項鏈並逐出學城，被帶到赫倫堡後成為魔山屠殺囚犯時的唯一倖存者。得救後受留守城堡的盧斯·波頓之命令治好斷手的詹姆，隨後跟他一起回君臨並服侍他和瑟曦，從此成為對瑟曦和詹姆最為忠誠的親信和情報總管。後來在丹妮莉絲攻陷君臨城期間，勸瑟曦盡快避難，並且在「魔山」和「獵犬」狹路相逢時，試圖制止「魔山」動武，結果被「魔山」一把拋摔至殘瓦堆導致頭顱破裂而死。

## 另見
- 冰與火之歌中的角色列表